# Londyn ’70
Londyn ’70 – polski zespół muzyczny wykonujący mieszankę gatunków Punkrock, Hard rock oraz Crossover. Założony w 1991 roku w Hajnówce przez wokalistę Zbyszka „Matkę” Łukianiuka, który pozostał jedynym stałym członkiem grupy. Grupa w swej twórczości porusza zagadnienia dnia codziennego.

## Historia

### 1991–1998
Londyn ’70 powstał w Hajnówce w 1991 r. w składzie: Matka (gitara, wokal, teksty ), Zielak którego później zastąpił Bobik (perkusja) oraz kolejno trzech basistów (Jarosz, Aleks i Kondzius). Próby odbywały się w hajnowskim domu kultury „Górnik”. Pierwsza nazwa kapeli to Cyklon B, zamieniona po pewnym czasie na Londyn ’70. Nazwę Londyn ’70 wymyślił perkusista Marek Bobik. Zmiana nazwy z Cyklon B na Londyn ’70 miała na celu to, aby jeszcze mocniej podkreślić przywiązanie do korzeni punk rocka. Muzycznie zespół stara się nawiązywać do starych brytyjskich kapel punkowych z lat siedemdziesiątych i osiemdziesiątych dwudziestego wieku. W latach dziewięćdziesiątych dwudziestego wieku istniało w Hajnówce bardzo dużo różnych kapel rockowych i odbywało się wiele ciekawych koncertów. Londyn ’70 dość znacząco zapisał się w historii lokalnej sceny punkowej. W 1995 r. Londyn ’70 wygrał nagrodę sponsorów na I Przeglądzie Młodej Sceny „Zgrzyty” w Białymstoku. W tym samym roku powstało pierwsze demo (dwadzieścia najlepszych kawałków nagranych w bardzo słabej jakości). To jedyna pamiątka z tamtego okresu. Zawieszenie działalności zespołu nastąpiło w 1998 r.

### Od 2009
Od lipca 2009 r. Matka zaczął pokazywać się z hajnowskim zespołem Kuba Rozpruwacz. Wspólne koncerty i odgrzanie kilku starych, londyńskich kawałków przynoszą pozytywny efekt – druga nagroda na I Rockowisku Hajnówka. Pomysł na reaktywację zespołu narodził się podczas wspólnego koncertu zespołów Kuba Rozpruwacz i The Analogs w marcu 2012 r. w Białymstoku.

### 2012–2020
Po dosłownie kilku próbach zespół w „odmłodzonym” składzie debiutuje na FMR Rockowisko Hajnówka, gdzie zdobywa nagrodę publiczności, oraz zaczyna intensywnie koncertować. Hajnowskie Rockowisko rozwiązuje koncertowy worek, a zespół zaczyna występować z takimi zespołami jak The Analogs, Street Chaos, Farben Lehre, Kryzys & Robert Brylewski,ZNBB, Acid Drinkers, TZN Xenna, Sztywny Pal Azji, Podwórkowi Chuligani, Moskwa, Sexbomba, Sedes, GAGA Zielone Żabki, Kuba Rozpruwacz, Reszta Pokolenia, Błękitny Nosorożec. Na przełomie lutego i marca 2014 zespół wchodzi do studia w celu zarejestrowania debiutanckiego materiału, który niestety się nie ukazuje (kilka numerów zostaje wydanych na składance „Świeża krew volume 2). W kolejnych latach Londyn ’70 aktywnie koncertuje po klubowych oraz festiwalowych scenach. Wspólnie z płocką Resztą Pokolenia grywane były różne trasy o różnych nazwach m.in. „Szyszka za kieliszka”, „Przepraszam, gdzie tu się można ogolić ?” czy też „Polewa ktoś w tej Chacie ?”. W 2016 roku dochodzi w zespole do pierwszych zmian personalnych, zwalnia się miejsce basisty (Sergio), a na jego miejsce wskakuje Paweł – ex. Othermind. Londyn ’70 ogrywa materiał i zalicza m.in. Rock na bagnie, Muzyka na schodach muzeum, czy też mini-trasę z Błękitnym Nosorożcem pod wdzięczną nazwą „Trzeźwość to stan przejściowy”. W styczniu 2017 roku L70 wchodzi do studia, gdzie zostaje zarejestrowany materiał na EP „Nie masz szans” na którym ukazuje się 5 utworów. W maju 2017 zespół promuje w Radio Białystok EP „Nie masz szans”. Płyta w formie fizycznej ukazuje się w czerwcu 2017 roku. Lata 2017/2018 to kolejne koncerty, Londyn ’70 gra również za granicą (Białoruś, Łotwa, Estonia). W Listopadzie 2017 roku dochodzi do kolejnych zmian personalnych, tym razem zmienia się gitarzysta (Groszka zastępuje Ludvik – ex – SlowKill). We wrześniu 2018 roku Londyn ’70 wchodzi do zaprzyjaźnionego FL Studio w Płocku w celu zarejestrowania debiutanckiego LP. We wrześniu 2019 dochodzi do kolejnych zmian personalnych, ze stanowiska basisty rezygnuje Paweł, a na „stare śmieci” wraca Seba. Zespół ogrywa po raz kolejny materiał i aktywnie koncertuje. Pod koniec roku 2019 ukazuje się płyta pt. „Marionetki”.

## Obecny skład zespołu
- Zbyszek ,,MATKA” Łukianiuk – wokal (1991–1998, od 2012)
- Paweł Saczko - gitara basowa (2016–2019); gitara (od 2022)
- Sebastian ,,SEBA” Biedź – gitara basowa (2012–2016, od 2019)
- Łukasz „FRED” Chaniło – perkusja (od 2012)

## Byli członkowie zespołu
- Marek Bobik – perkusja (1991–1998)
- Zbigniew Jaroszuk – gitara basowa (1991–1993)
- Artur „Aleks” Aleksiejuk (1993–1998)
- Wojtek „GROSZEK” Pisarski – gitara (2012–2017)
- Łukasz Ludwiczak – gitara (2018–2022)

## Nagrody
- 1995 – I nagroda festiwalu Zgrzyty w Białymstoku
- 2012 – Nagroda publiczności FMR Rockowisko Hajnówka
- 2018 – I Nagroda na festiwalu Kamieniecki Drive – Białoruś

## Dyskografia
- 2017 – Nie masz szans (EP)
- 2017 – Rock na bagnie (live)
- 2019 – Marionetki